# Bundesaufsicht
Bundesaufsicht bedeutet im schweizerischen Verfassungsrecht die Pflicht des Bundes, über die Einhaltung des Bundesrechts durch die Kantone zu wachen. Rechtsgrundlage ist Art. 49 der Bundesverfassung der Schweizerischen Eidgenossenschaft.

## Verhältnis von Bund und Kantonen
In der Schweiz überprüft der Bund laufend, ob das Handeln der Kantone im Rahmen des Bundesrechts erfolgt. Alle Massnahmen, die der Bund zu diesem Zweck trifft, werden unter Bundesaufsicht subsumiert. Die Bundesaufsicht richtet sich für gewöhnlich an die Kantone als solche, selten auch gegen bestimmte Behörden, jedoch nie an Einzelpersonen. Mit der Bundesaufsicht soll nicht nur gewährleistet werden, dass die Kantone ihre Kompetenzen nicht überschreiten, sondern dass sie sich ebenfalls an die Grundrechte des Bundes halten und rechtsstaatliche Prinzipien beachten. In einem weiteren Sinn soll die Bundesaufsicht sicherstellen, dass die Kantone jene Aufgaben, die ihnen zugewiesen sind, richtig erfüllen. Mit jeder kantonalen Kompetenz wird dem Bund eine Verantwortung übertragen, derer er sich nicht entledigen kann.

## Aufsichtsorgane
Primäres Organ der Bundesaufsicht ist der Bundesrat. Er überwacht den Vollzug der Bundesgesetzgebung, der Bundesbeschlüsse und der richterlichen Urteile des Bundes (Art. 182 Abs. 2 BV); er garantiert die Einhaltung des Bundesrechts (Art. 186 Abs. 4 BV); und bei Dringlichkeit ist er befugt, zur Durchsetzung des Bundesrechts Kampftruppen aufzubieten (Art. 185 Abs. 4 BV, Bundesexekution). Einzelne Bereiche der Bundesaufsicht kontrolliert die Bundesversammlung. Sie genehmigt die Kantonsverfassungen, die Verträge der Kantone untereinander und sie beschliesst die Bundesexekution.

## Aufsichtsmittel

### Zwangsfreie Massnahmen
Das Instrumentarium der Bundesaufsicht beschränkt sich primär auf präventive Massnahmen, ohne dabei Zwang auszuüben. Die wenigen Zwangsmassnahmen fallen unter die Bundesexekution. Bevor der Bund aufsichtsrechtlich agiert, muss er – das gebietet die Verhältnismässigkeit (Art. 5 Abs. 2 BV) – den Kantonen die Möglichkeit einräumen, den Missstand selbst zu beheben. Erst wenn das versagt oder von vornherein ungeeignet ist, darf eine Bundesbehörde korrigierend eingreifen.
Ein Mittel der präventiven Bundesaufsicht sind allgemeine Weisungen, die der Bund bezüglich der Umsetzung des Bundesrechts erteilt. Sie sollen für einheitliche Anwendung des Bundesrechts sorgen. Das wichtigste Aufsichtsmittel ist aber die Genehmigung kantonaler Erlasse: Der Bund gewährleistet die Kantonsverfassungen, völkerrechtliche Verträge der Kantone und interkantonale Verträge (Art. 48 BV). Völkerrechtliche Verträge der Kantone und interkantonale Verträge werden der Bundesversammlung nur zur Gewährleistung unterbreitet, wenn gegen sie Einspruch vom Bundesrat oder einem Kanton erhoben wird. Schliesslich darf die Bundesversammlung gesetzlich festlegen, dass kantonale Gesetze oder Verordnungen zur Genehmigung unterbreitet werden. Das ist jedoch nur erlaubt, «wo es die Durchführung des Bundesrechts verlangt» (Art. 186 Abs. 2 BV). Abgesehen von strittigen Fällen, in denen der Bundesrat das letzte Wort hat, entscheidet das Departement, in dessen Sachbereich die Genehmigung fällt (Art. 61b RVOG).
Ein weiteres Instrument der Bundesaufsicht ist die Behördenbeschwerde. Die Behördenbeschwerde ist ein Mittel der zuständigen Bundesbehörden, Entscheidungen letzter kantonaler Instanzen mit öffentlich-rechtlicher Beschwerde an das Bundesgericht weiterzuziehen. Das ist nur dann möglich, wenn der angefochtene Akt die Bundesgesetzgebung in ihrem Aufgabenbereich verletzen kann (Art. 82, Art. 89 Abs. 2 Bst. a BGG). Der Bundesrat kann nach Art. 189 Abs. 2 BV beim Bundesgericht Klage zur Austragung von Kompetenzkonflikten einreichen.
Es gibt aber auch Verfügungen der Kantone, gegen die der Bund keine Beschwerde führen kann. Art. 83 BGG sieht eine Reihe von Ausnahmen vor, die dem Bund den ordentlichen Rechtsweg versperren. Die Frage stellt sich hierbei, ob der Bund einen bundesrechtswidrigen kantonalen Akt ausserhalb eines Rechtsmittelverfahrens rügen kann. Unstrittig ist, dass der Bund Erlasse kantonaler Verwaltungsbehörden aufsichtsrechtlich aufheben kann. Hingegen divergieren die Meinungen in der Staatsrechtslehre stark, was die Aufhebung (Kassation) kantonaler Gerichtsentscheide angeht. Das bekannteste Beispiel aufsichtsrechtlicher Kassation eines Gerichtsurteils durch den Bundesrat ist der Fall Fextal. Der Bundesrat hob ein Urteil des Verwaltungsgerichts des Kantons Graubünden auf. Dafür kritisierten ihn Teile der Lehre, namentlich Biaggini (BV Kommentar, Art. 49 Rz. 25) und Rhinow/Schefer/Uebersax (Verfassungsrecht, Rz. 788), heftig, weil damit die richterliche Unabhängigkeit und die Gewaltenteilung – zwei wesentliche Grundsätze im Rechtsstaat – missachtet würden. Tschannen (Staatsrecht, Rz. 988) hingegen erachtet solche Massnahmen für zulässig (jedoch nur als «Notmassnahme bei schwersten Bundesrechtsverletzungen»), weil die Bundesaufsicht das Verhältnis von Bund und Kantonen und nicht das rechtsstaatliche Verhältnis betreffe.

### Zwangsmassnahmen (Bundesexekution)
Unter Bundesexekution werden sämtliche Aufsichtsmassnahmen zusammengefasst, mit denen der Bund Zwang auf die Kantone ausübt. Sie besteht aus Sanktion, die den Kanton anregen sollen, seine Aufgaben im Rahmen des Bundesrechts zu erfüllen, oder als Eintritt des Bundes, um kantonale Versäumnisse zu beheben. Die Bundesexekution ist somit eine Weiterführung des Bundesaufsicht mit stärkeren Mitteln. Sie ist abzugrenzen von der Bundesintervention, die zur Unterstützung eines bundestreuen, jedoch überforderten Kantons erfolgt. Die Bundesexekution hat ihre Grundlage in Art. 173 Abs. 1 Bst. e BV, die Bundesverfassung sieht aber keinen Massnahmenkatalog vor. Die Bundesversammlung ist zentrales Organ zur Durchsetzung des Bundesrechts; nur bei Dringlichkeit ist der Bundesrat zuständig (Art. 185 Abs. 4).
Dem Bund stehen im Wesentlichen drei Mittel zur Verfügung, um das Bundesrecht mit Zwang durchzusetzen. Er darf Druck auf die Kantone ausüben, indem er finanzielle Mittel, die er den Kantonen zukommen lassen müsste, zurückhält und sie dazu zum Handeln bewegt. Diese sogenannte Sistierung von Subventionen ist aber nur dann zulässig, wenn die Zuwendungen, die zurückgehalten werden, eng mit der verweigerten Pflichterfüllung des Kantons zusammenhängen. Anders ausgedrückt heisst das, dass der Bund Subventionen verweigern, aussetzen oder zurückfordern darf, wenn die nicht erfüllten Bedingungen direkt mit der Subvention verknüpft sind.
Das zweite Mittel ist die Ersatzvornahme. Im Kontext der Bundesaufsicht liegt eine Ersatzvornahme dann vor, wenn der Bund eine Aufgabe erfüllt, die eigentlich dem Kanton obläge. Die Ersatzvornahme geschieht auf Kosten des Kantons. Damit eine Ersatzvornahme erfolgen darf, muss zuvor eine Androhung erfolgen. Zwar wird die Ersatzvornahme in vielen Bundesgesetzen ausdrücklich erwähnt. Der Bund ist aber auch ohne explizite Ermächtigung zur Ersatzvornahme ermächtigt.
Die Ultima Ratio ist der Einsatz militärischer Truppen zur Durchsetzung des Bundesrechts (Art. 173 Abs. 1 Bst. d, Art. 185 Abs. 4 BV). Dafür zuständig ist die Bundesversammlung, bei Dringlichkeit der Bundesrat. Ab einer gewissen Truppenanzahl muss eine ausserordentliche Session einberufen werden, damit das Parlament seine Zuständigkeit wahrnehmen kann. Derartiges Einschreiten ist nur bei Verletzung elementarer Bundespflichten zulässig. Diese militärische Exekution würde gegen die kantonalen Behörden erfolgen, was sie von der Bundesintervention unterscheidet, die der Unterstützung der Behörden dient. Zu einer militärischen Exekution ist es in der Geschichte der Schweiz noch nie gekommen. Als im Jahr 1884 der Kanton Tessin im Zusammenhang mit den Nationalratswahlen bundesrechtswidrige Massnahmen beschlossen hatte, genügte die Androhung des Bundes, Truppen zu entsenden, um den Kanton zum Einlenken zu bewegen.